# Ricard de Haro Jiménez
Ricard de Haro Jiménez, homme politique andorran, né le 15 février 1966. Il est président de Rénovation démocrate. Il est élu au conseil général de 2005 à 2009 sous l'étiquette des non inscrits à la suite des conflits avec l'alternativa.